# 埃爾姆鎮區 (密蘇里州帕特南縣)
埃爾姆鎮區（英語：Elm Township）是位於美國密蘇里州帕特南縣的一個行政鎮區。

## 地方資料
埃爾姆鎮區的面積為202.44平方千米，皆為陸地。根據2020年美國人口普查的數據，當地共有人口514人，而人口密度為每平方千米2.54人。